# Adam Mokrysz
Adam Mokrysz (Cieszyn 25 de julio de 1979) es un economista, empresario, inversionista y filántropo polaco. Doctor en economía, presidente de Mokate Group y experto en el campo de los negocios en la industria de los bienes de consumo de rotación rápida (FMCG). Apoya activamente el desarrollo de las comunidades locales y la educación. Galardonado con la Cruz al Mérito (en polaco: Krzyż Zasługi).

## Educación
Adam Mokrysz es hijo de Teresa y Kazimierz Mokrysz, los fundadores de Mokate - una empresa polaca de la industria alimentaria fundada en 1990.  Licenciado en Gestión y Marketing en la Universidad de Economía de Katowice, donde obtuvo un Doctorado en Ciencias de la Gestión[]. Tiene un diploma de la Universidad de Londres en el campo del comercio exterior. También realizó estudios de postgrado, Programa Acelerado de Formación de Ejecutivos (“Accelerated Executive Development Program”, en la Universidad de Lausana en Suiza[].

## Vida profesional
Sucesor y director de la empresa familiar Mokate. Es responsable del desarrollo de nuevas direcciones comerciales de la empresa familiar, crea su estrategia e identidad internacional[][][][]. Autor y creador de los principales logros de la empresa[13]. Adquirió conocimientos prácticos  sobre la empresa trabajando en varios niveles de la organización - desde las funciones básicas, pasando por el cargo de gerente de marketing hasta la gestión de las principales empresas del sector del café. Luego se convirtió en el director de exportación y, sucesivamente, en el director general del departamento de exportación. El 1 de enero de 2016, se convirtió en el Presidente del Grupo Mokate].

## Actividades sociales
Adam Mokrysz apoya organizaciones e instituciones educativas y culturales. Mokate, dirigido por él, es socio de la Federación Polaca de Ajedrez. Adam participa en torneos y eventos de ajedrez. Fundó, entre otros, la Academia de Ajedrez Mokate (en polaco: “Akademia Szachowa Mokate”) [][][], y apoya el proyecto "Educación por el ajedrez en la escuela" (en polaco: "Edukacja przez szachy w szkole") [][][].

## Premios y distinciones
1. 2011 - MOKATE galardonada con el título "Exportador Destacado del Año 2011" por el Ministro de Agricultura
2. 2011 - La Asociación de Exportadores Polacos honra a Mokate Sp. z o.o. en Żory con el título de "Líder de la Exportación Polaca 2011"
3. 2013 - "Líder de la Exportación Polaca 2013"
4. 2016 - TOP 10 Empleadores del Voivodato de Silesia - Silesia HR Trends
5. 2016 - "Súper César de Oro de los Negocios de Silesia"
6. 2017 - distinción en el concurso "LÍDER DEL MERCADO ALIMENTARIO 2017" por ocupar una posición de liderazgo en el mercado nacional de tés y bebidas instantáneas de café y chocolate y por la sucesiva expansión exterior y lanzamiento de productos en otros continentes
7. 2017 - "Gestor Manager del Año 2017"
8. 2018 - Cruz de Plata al Mérito
9. 2018 - "Empleador Sólido de Silesia"
10. 2018 - "Marca Polaca 2018" Superbrands
11. 2018 - "Fábrica del Año 2018" en la categoría "Industria alimentaria", otorgado por los editores de la revista "Inżynieria i Utrzymanie Ruchu i Control Engineering Polska"
12. 2018 - "Título de Promotor Polaco" otorgado por la Fundación del Emblema Promocional Polaco "Teraz Polska"
13. 2018 - "ENTREPRENEUR MAGNUS 2018 EMPRENDEDOR DESTACADO"
14. 2018 - "Empresario del Año EY"
15. 2018 - "Premio Especial a la Expansión internacional" en el concurso Emprendedor del Año 2018 de EY
16. 2019 - "Empresario Destacado" Polish African Business Achievements Awards 2019
17. 2019 - "Empleador digno de confianza"
18. 2019 - Congreso Forbes de Empresa Familiar - "Embajador Familiar del Año"
19. 2019 - Symbol 2019 - "Símbolo del Éxito Polaco 2019"
20. 2019 - "Inversor sin Fronteras 2019"
21. 2020 - 28. Gala Laurów Umiejętności i Kompetencji – „Platynowy Laur Umiejętności i Kompetencji” Regionalnej Izby Gospodarczej w Katowicach - Adam Mokrysz – Prezes Grupy Mokate i Mokate S.A. Kategoria: OBECNOŚĆ NA RYNKU GLOBALNYM[32]	2020 - 28ª Gala de Laureles de Habilidades y Competencias - "Laureles de Platino de Habilidades y Competencias" de la Cámara Regional de Comercio de Katowice - Adam Mokrysz - Presidente del Grupo Mokate y de Mokate S.A. Categoría: PRESENCIA EN EL MERCADO GLOBAL
22. 2022 - "BrandMe CEO 2023"
23. 2023 - "Premio Económico para la Pequeña y Mediana Empresa 2023"